# Tyrannochthonius guadeloupensis
Tyrannochthonius guadeloupensis es una especie de arácnido  del orden Pseudoscorpionida de la familia Chthoniidae.

## Distribución geográfica
Se encuentra en Guadalupe (Francia).